# Pristimantis briceni
Pristimantis briceni är en groddjursart som först beskrevs av George Albert Boulenger 1903.  Pristimantis briceni ingår i släktet Pristimantis och familjen Strabomantidae. IUCN kategoriserar arten globalt som sårbar. Inga underarter finns listade i Catalogue of Life.